# Monika Szpener
Monika Szpener (ur. 1979) – rzeźbiarka, pracownik naukowo-dydaktyczny Zachodniopomorskiego Uniwersytetu Technologicznego oraz Akademii Sztuki w Szczecinie.
Ukończyła studia magisterskie na Uniwersytecie Mikołaja Kopernika w Toruniu (kierunek: rzeźba), a następnie doktoranckie na tej samej uczelni. W 2019 roku uzyskała stopień doktora habilitowanego w dziedzinie sztuki w dyscyplinie sztuk plastycznych i konserwacji dzieł sztuki.
Specjalizuje się w rekonstrukcji rzeźb, wielkoformatowych formach przestrzennych, multimedialnych instalacjach artystycznych, pracach typu site-specyfic i re-design. Była kuratorem galerii JEDNA/DRUGA w klubie "13 Muz".
Została przewodniczącą powołanego w 2022 zespołu ds. wznoszenia pomników oraz tablic pamiątkowych i akcentów rzeźbiarskich na terenie Miasta Szczecin; z zespołu odeszła po półtora roku jego funkcjonowania (w 2023), uzasadniając to znikomym praktycznym znaczeniem tego organu.

## Wystawy i realizacje
Bydgoszcz (2014), Goleniów (2018), Katowice (2013), Łódź (2009, 2014, 2015, 2016, 2017), Szczecin (2012, 2013, 2014, 2015, 2016, 2019), Świnoujście (2015), Warszawa (2018), Czechy (2013, 2018), Niemcy (2009, 2014, 2016), USA (2012, 2014).
Do dorobku artystycznego i restauratorskiego M. Szpener należą:
- pomniki marszałka Józefa Piłsudskiego w Goleniowie i Złocieńcu
- rekonstrukcja pomników w Dolinie Miłości w Zatoni Dolnej
- rekonstrukcja pomników na terenie Cmentarza Centralnego w Szczecinie (pomnik Matki Ziemi, rzeźba Chrystusa na nagrobku rodu Dewitzów, popiersie Johanny i Hermanna Hakenów, żałobne putto na nagrobku Augusta Ahrensa, rzeźba anioła na nagrobku rodziny Neumann, figura św. Jerzego na pomniku żołnierzy z 2 Pułku Piechoty Landwehry)
- ławeczki z surowców wtórnych (eksponaty Muzeum Techniki w Szczecinie)
- rzeźba "Brama" wykonana z butelek PET w Parku Kownasa (nie istnieje).

Galeria prac Moniki Szpener
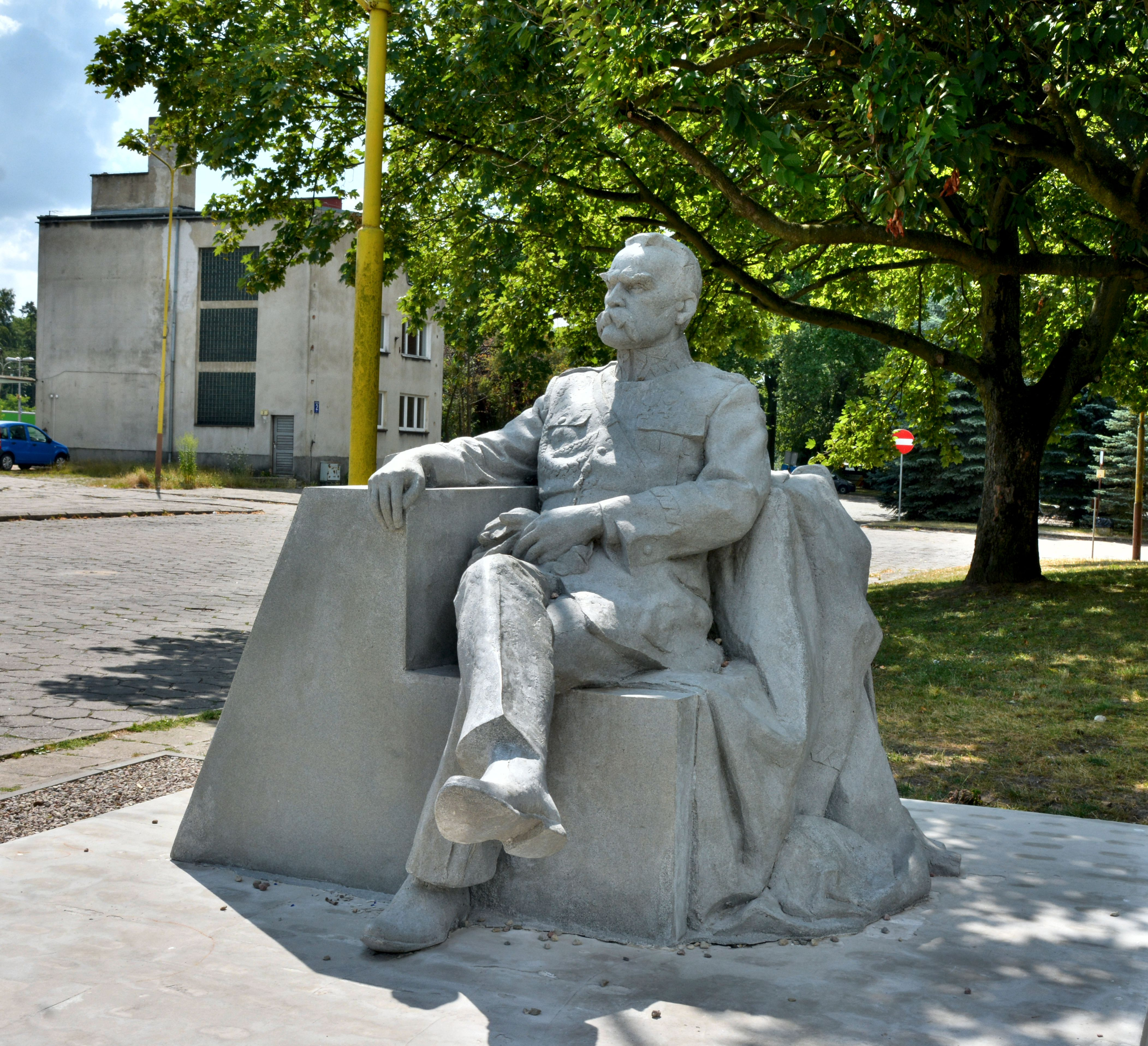
Pomnik Józefa Piłsudskiego
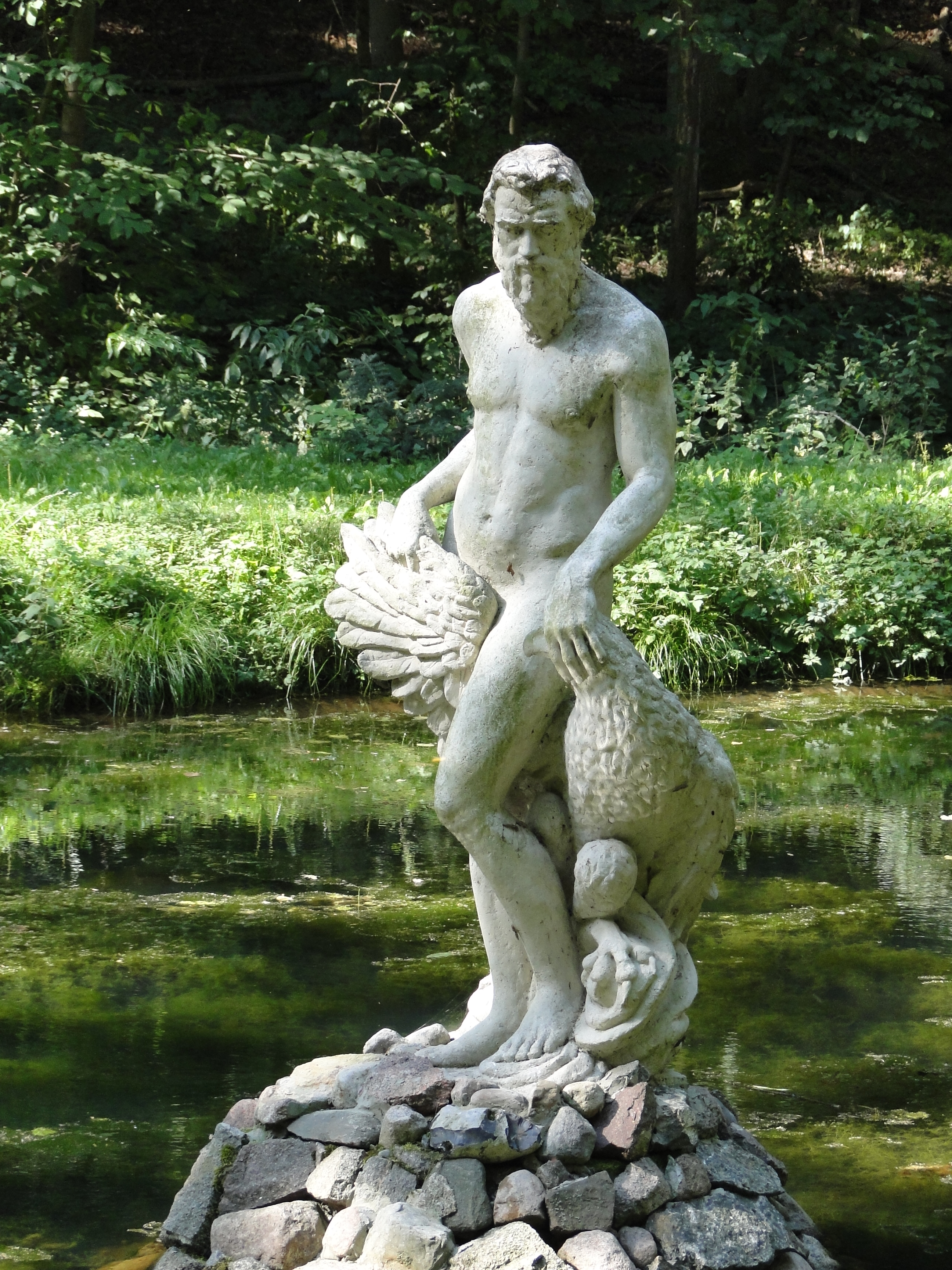
Rzeźba Adama w Dolinie Miłości
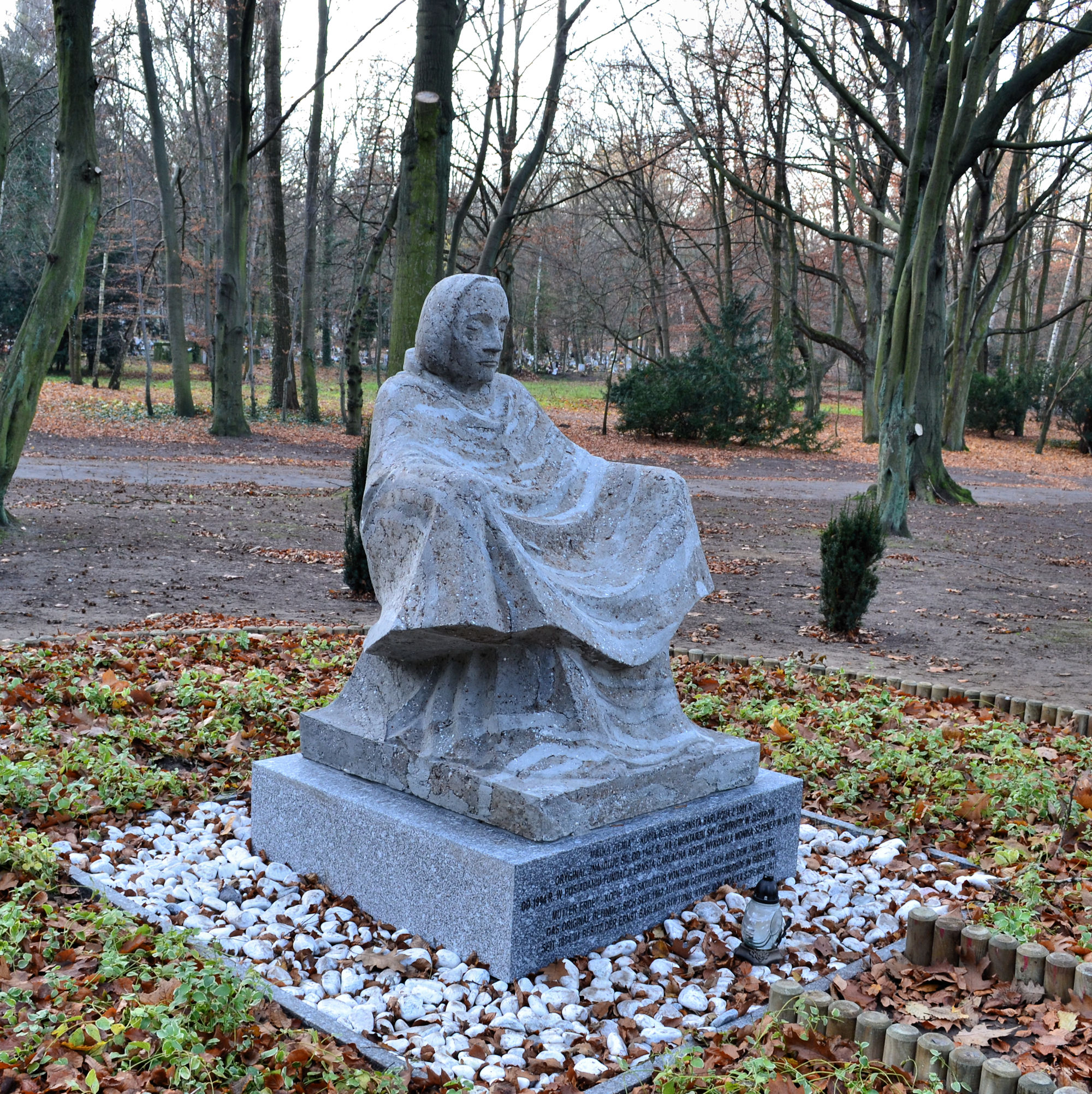
Pomnik „Matka Ziemia”
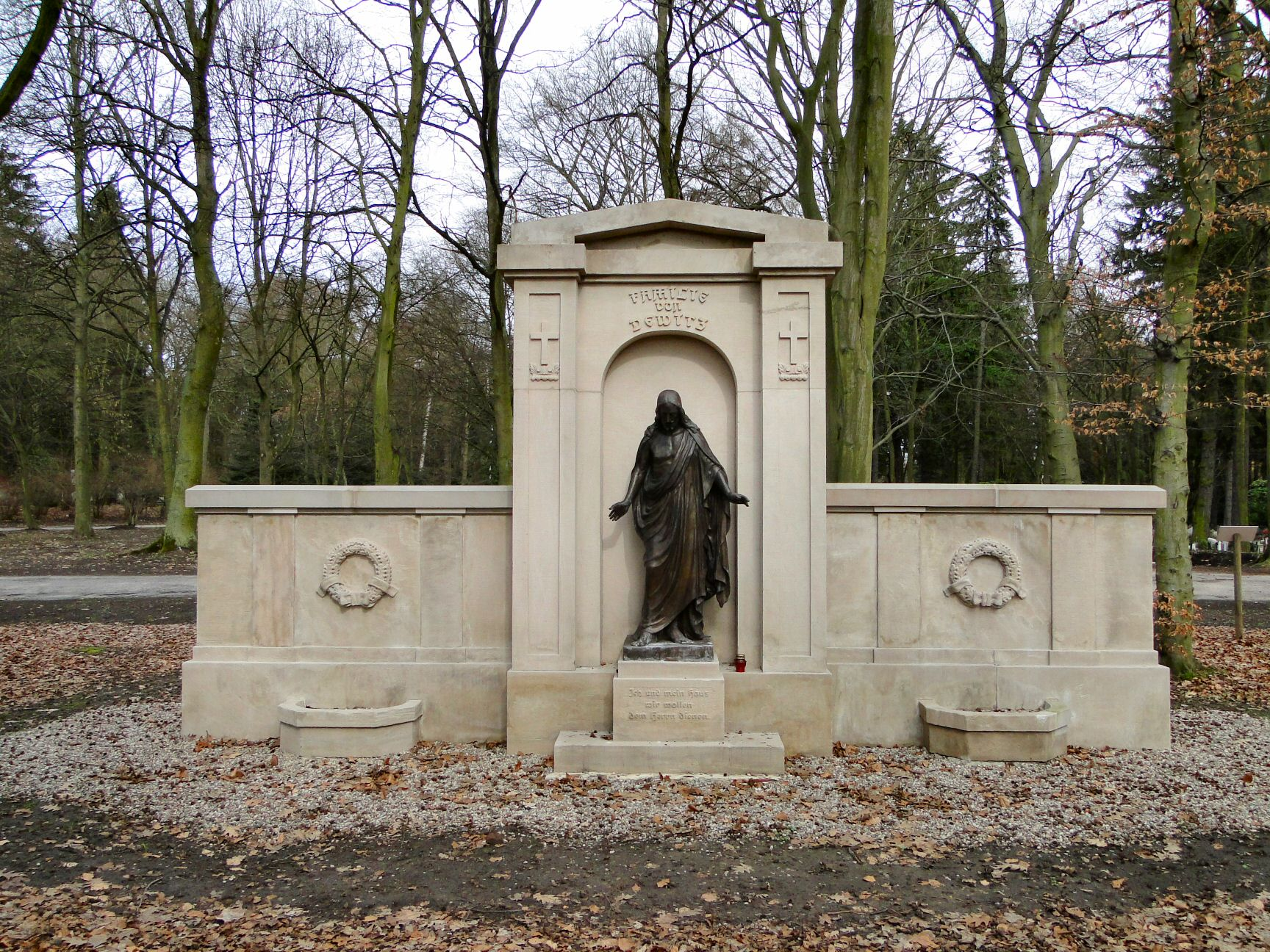
Rzeźba Chrystusa na nagrobku rodziny Dewitz
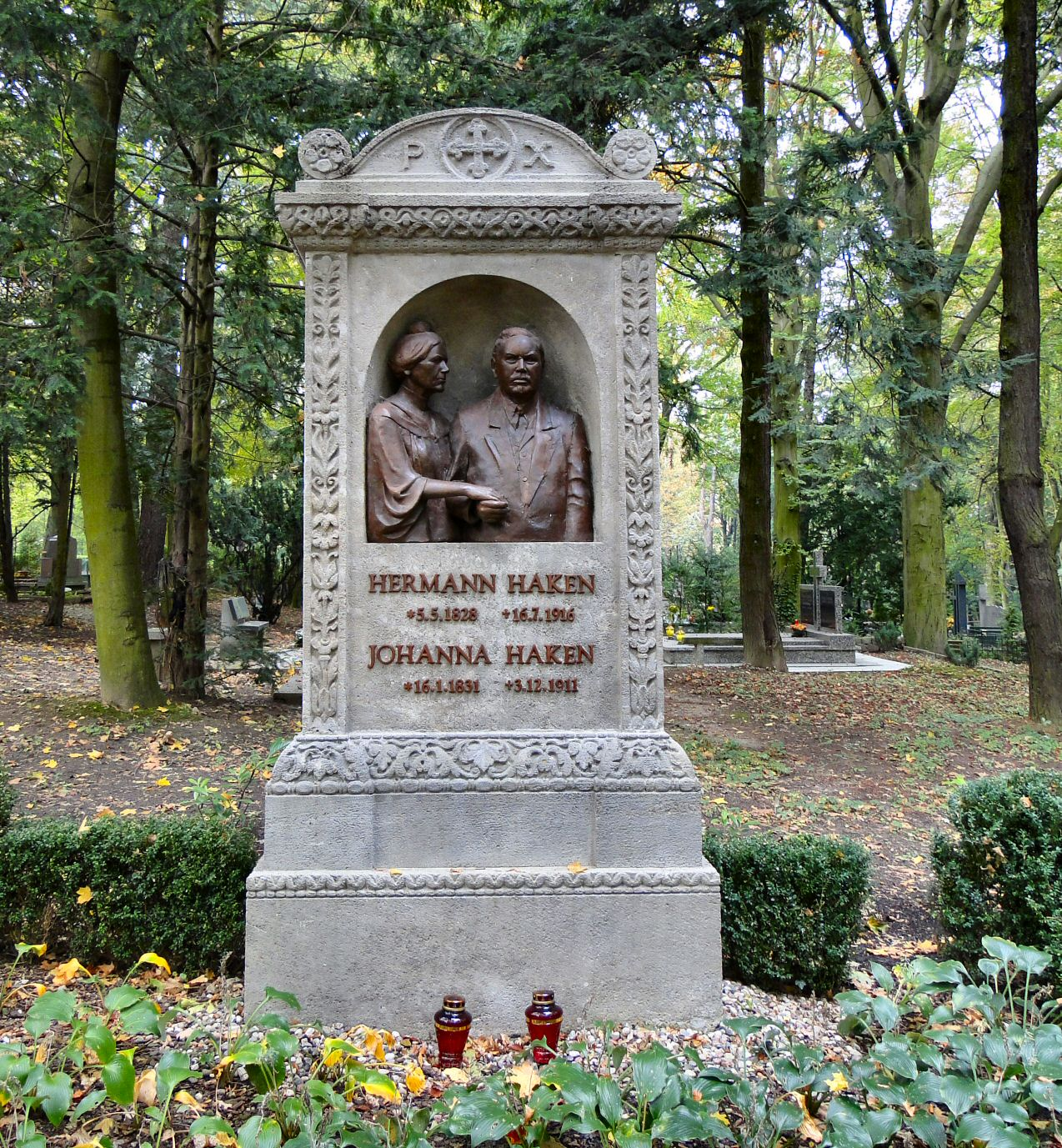
Popiersie Johanny i Hermanna Hakenów
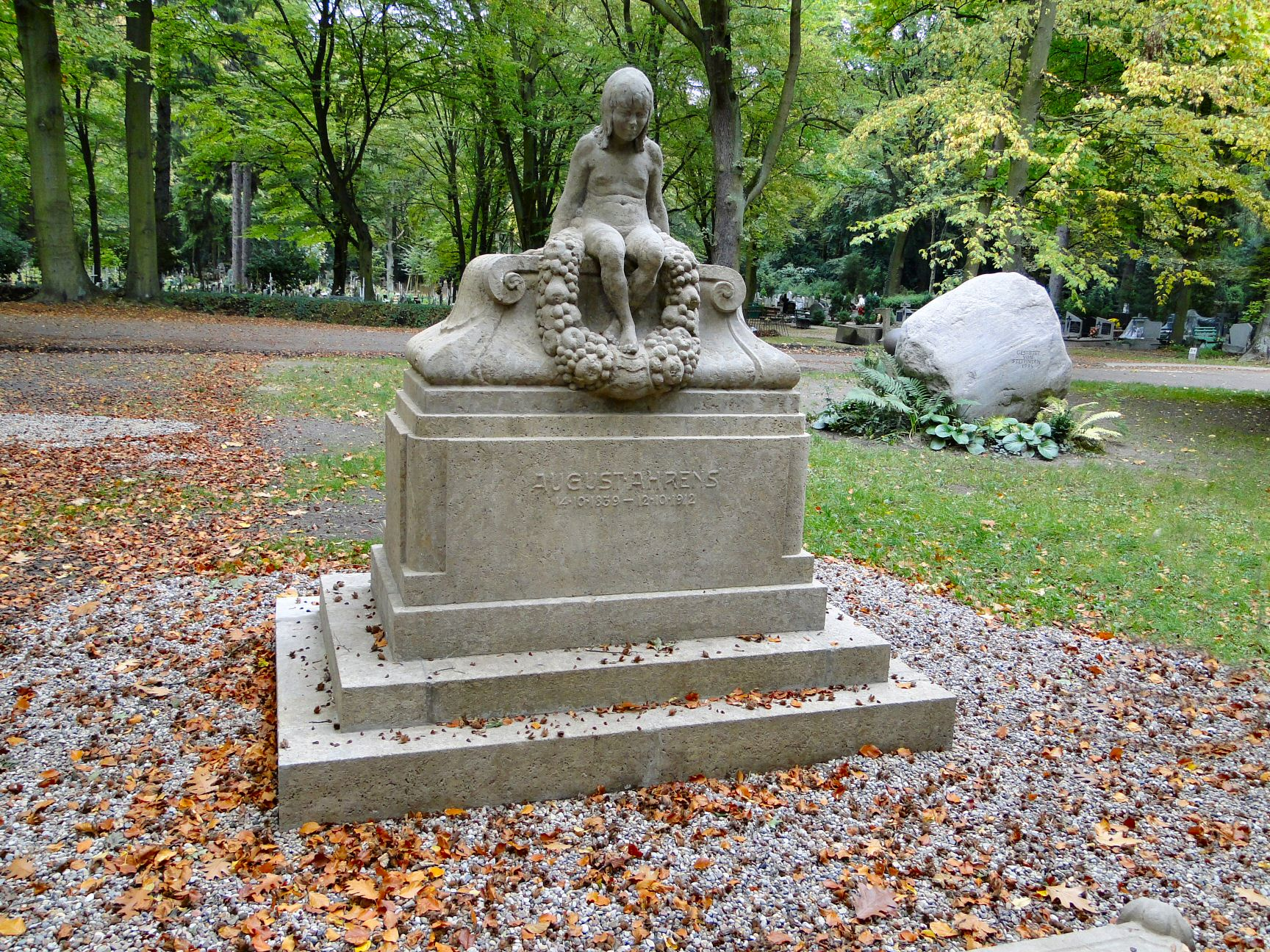
Putto na nagrobku Augusta Ahrensa
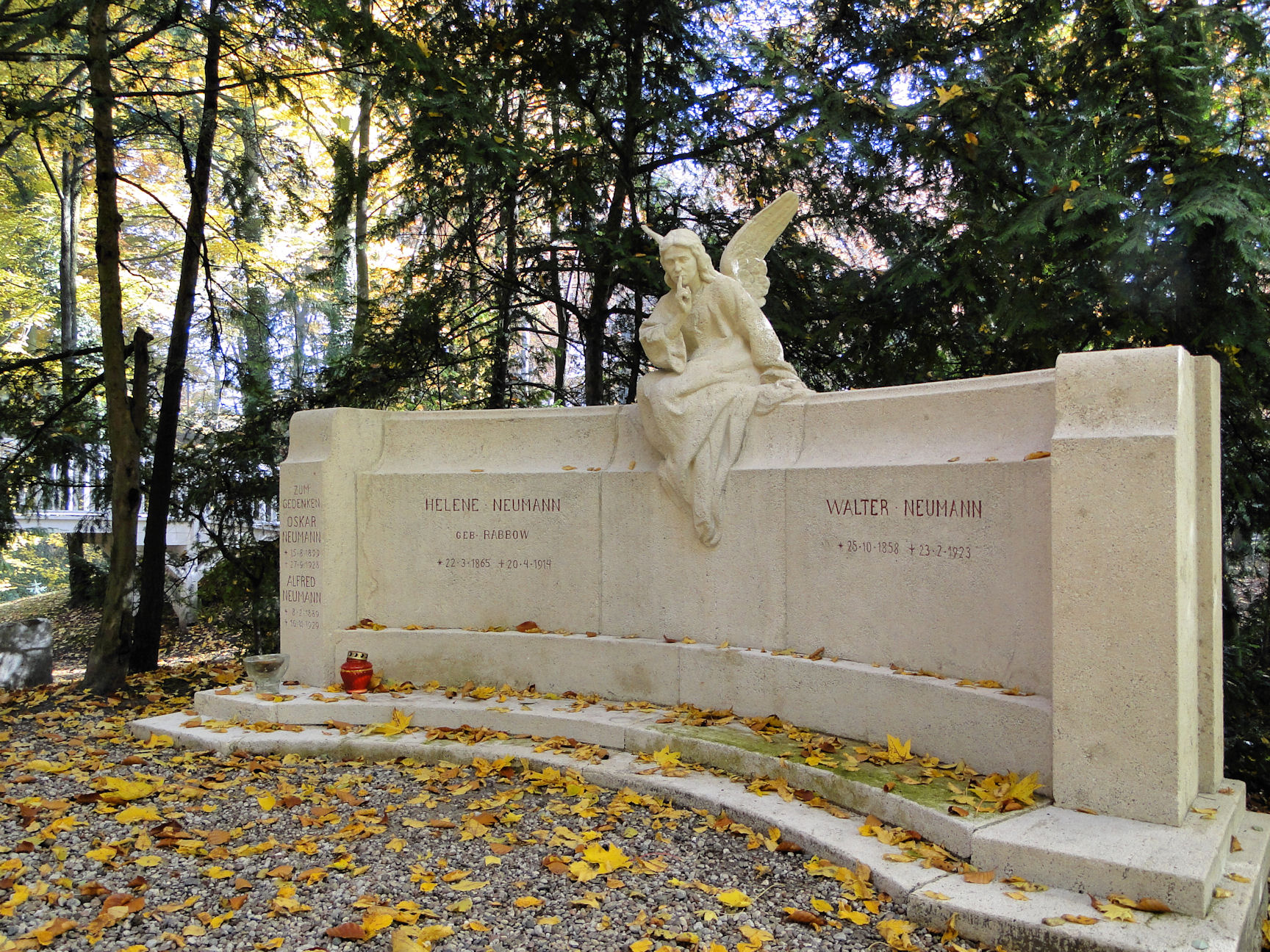
Rzeźba anioła na nagrobku rodziny Neumann
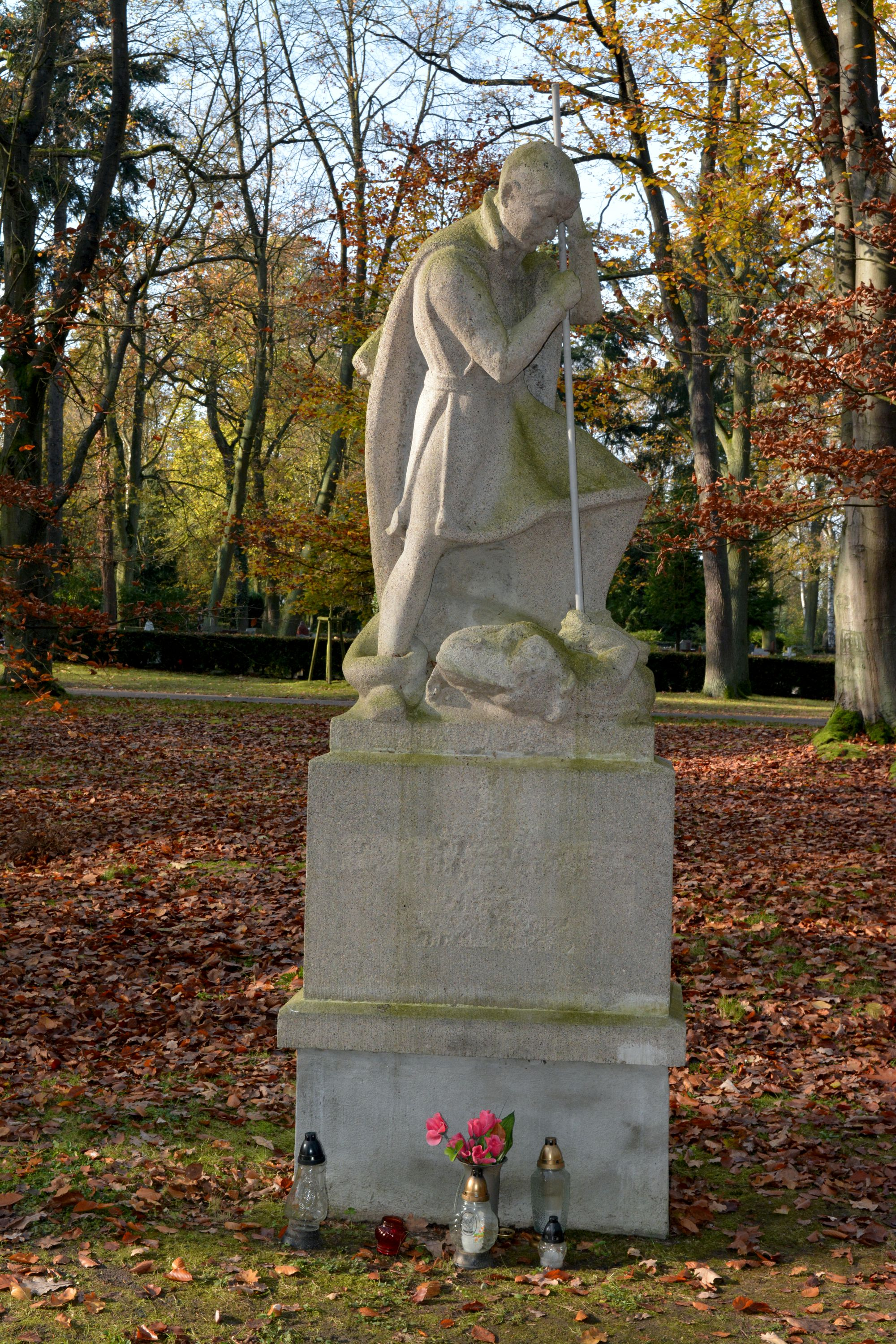
Figura św. Jerzego na Pomniku Poleglych z 2 PP Landwehry